# Thiên hoàng Meishō
Thiên hoàng Meishō (明正天皇 (Minh Chính thiên hoàng)/ めいしょうてんのう Meishō-Tennō, 9 tháng 1, 1624 - 4 tháng 12, 1696) là Thiên hoàng thứ 109 của Nhật Bản theo danh sách kế thừa truyền thống. Triều đại của bà kéo dài từ 1629-1643
Trong lịch sử Nhật Bản, Meishō là người thứ bảy trong số tám phụ nữ trở thành Nữ hoàng đương vị. Sáu người đã trị vì trước bà là (a) Thiên hoàng Suiko, (b) Thiên hoàng Kōgyoku, (c) Thiên hoàng Jitō, (d) Thiên hoàng Gemmei, (e)Thiên hoàng Genshō và (f) Thiên hoàng Kōken. Người phụ nữ thứ tám kế vị chức Nữ hoàng của Nhật Bản là Thiên hoàng Go-Sakuramachi.

## Phả hệ
Trước khi lên ngôi tên cá nhân của bà (imina) là Oki-ko (興子) và một tên khác trước khi bà lên ngôi là Onna-Ichi-no-miya (女一宮 ?). Bà là con gái cả của Thiên hoàng Go-Mizunoo có với mẫu hậu Tokugawa Masako (con gái thứ của Shogun Tokugawa Hidetada)
Khác với hoàng tử được gọi là Thân vương, bà và một số công nương con của Thiên hoàng được gọi là Nội thân vương (Naishinnō). Nội thân vương Okiko sống hoàn toàn khép kín trong hoàng cung ở Heian Palace, một cuộc sống trái ngược với đời sống của các công nương khác trong triều đình Thiên hoàng. Bà không có con thừa kế.
Thời cha còn sống, vì tuân theo luật thừa kế của hoàng gia cho con trưởng (là con trai cả) được kế ngôi, song hoàng hậu đầu tiên của Thiên hoàng Go-Mizunoo lại sinh con đầu lòng là con gái. Chiếu đúng luật thừa kế, chỉ có con trưởng được kế vị ngôi vua. Nếu con trưởng mất sớm trước khi kế ngôi thì ngôi vua được nhường cho cháu trai trưởng (trường hợp nhường ngôi của Thiên hoàng Ōgimachi cho cháu trai trưởng là Thiên hoàng Go-Yōzei năm 1586). Hơn nữa phụ nữ được nhiều quyền và bình đẳng về quyền thừa kế tài sản nên có thể, Thiên hoàng Go-Mizunoo theo đúng luật thừa kế mà ông cố là Thiên hoàng Ōgimachi và các Thiên hoàng tiền nhiệm đặt ra, nhường ngôi cho con trưởng. Nhưng vợ ông lại sinh con đầu tiên là con gái, nên ông sẽ nhường ngôi cho con gái cả là Nội Thân vương Okiko.

## Lên ngôi Thiên hoàng
Ngày 22 tháng 12 năm 1629, Nội thân vương Okiko lên ngôi Thiên hoàng ngay sau khi cha là Thiên hoàng Go-Mizunoo vừa thoái vị, lấy hiệu là Thiên hoàng Meishō. Tên hiệu "Meishō" được ghép từ 3 ký tự cuối của tên hiệu hai vị Nữ hoàng nổi tiếng và cũng là hai mẹ con là Thiên hoàng Gemmei và Thiên hoàng Genshō, hai Nữ Thiên hoàng nổi tiếng đầu thời Nara.
Năm 1633 (Kan'ei 10, ngày 20 tháng 1): Động đất ở Odawara (tỉnh Sagami).
Năm 1635 (Kanei 12): Vua Triều Tiên là Injo cử sứ giả sang lập quan hệ ngoại giao với Thiên hoàng.
Năm 1637 (Kanei 14): Một cuộc nổi loạn lớn của các tín đồ đao Thiên chúa xảy ra tại Arima và Shimabara, kéo dài đến năm 1638. Mạc phủ Tokugawa đem quân dập tắt cuộc nổi dậy: 37.000 quân khởi nghĩa bị giết. Thiên Chúa giáo chính thức bị cấm tại Nhật Bản.
Năm 1643, vua Triều Tiên lại cử đại sứ sang Nhật Bản giao thương.
Ngày 14 tháng 11 năm 1643, Thiên hoàng Meishō thoái vị và nhường ngôi cho em trai là Thân vương Tsuguhito. Thân vương sẽ lên ngôi, hiệu là Thiên hoàng Go-Kōmyō.
Sau khi thoái vị, bà trở về sống trong cung, tập tu thiền và mất năm 1696.

### Công khanh
- Sesshō, Ichijo Akiyoshi, 1629-1635
- Sesshō, Nijo Yasumichi, 1635-1647
- tả đại thần
- hữu đại thần
- nội đại thần
- đại nạp ngôn

### Niên hiệu
- Kan'ei (1624-1644)